# Национальный парк Суворов
Национальный парк Суворов — особо охраняемая природная территория, расположенная на атолле Суворова (острова Кука). Это крупнейший национальный парк на островах Кука. Площадь 1,6 км². Имеет статус ключевой орнитологической территории. Основан в 1978 году.